# Johannes Trefz
Johannes Trefz (* 7. Juni 1992 in Starnberg, Bayern) ist ein deutscher Leichtathlet, der sich hauptsächlich auf Langsprints spezialisiert hat. Er läuft auch Staffeln.

## Berufsweg
Trefz studierte auf Master Biologie an der LMU München,
wobei ihn Biomedizin besonders interessiert.

## Sportliche Laufbahn
Beim TSV Weilheim war Trefz schon im Alter von sechs Jahren in der Kinderleichtathletik, spielte wegen seiner Körpergröße dann Handball, etwa gegen seinen Jugendfreund Tobias Giehl im Nachbarverein, bis er sich ganz der Leichtathletik verschrieb, wo er zunächst als Weitspringer aktiv war, sich dann aber im Alter von 14 Jahren wegen Knieproblemen dem Langsprint zuwandte.
2011 belegte Trefz bei der U20-Europameisterschaften 2011 in Tallinn gemeinsam mit Varg Königsmark, Lukas Schmitz und Lukas Hamich den dritten Platz in der 4-mal-400-Meter-Staffel.
2014 wurde Trefz Deutscher U23-Meister im 400-Meter-Lauf und mit der 4-mal-400-Meter-Staffel. Mit der Mannschaft wurde er in Braunschweig Team-Europameister als Teammitglied, wozu er mit einem 2. Platz mit der 4-mal-400-Meter-Staffel beitrug.
2015 kam Trefz bei der Team-Europameisterschaft in Cheboksary mit der 4-mal-400-Meter-Staffel auf den 5. Platz und wurde dort mit der Mannschaft Vizeeuropameister. Bei den Deutschen Meisterschaften in Nürnberg gewann er mit Benedikt Wiesend, Kamghe Gaba und Markus Kiefl für die LG Stadtwerke München die Silbermedaille mit der 4-mal-400-Meter-Staffel.
2016 holte Trefz bei den Deutschen Meisterschaften in Kassel den Titel sowohl über die Stadionrunde als auch gemeinsam mit Benedikt Wiesend, Laurin Walter und Tobias Giehl über die 4-mal 400 Meter.
2017 kam Trefz bei den IAAF World Relays in Nassau (Bahamas) mit der 4-mal-400-Meter-Staffel auf den 14. Platz. Vom DLV wurde er für die Team-Europameisterschaft in Lille nominiert und durfte für die deutsche Mannschaft beim 400-Meter-Lauf und in der 4-mal-400-Meter-Staffel antreten. Im Finale erreichte Trefz im 400-Meter-Lauf den siebten Platz und mit der 4-mal-400-Meter-Staffel belegte er gemeinsam mit Patrick Schneider, Torben Junker und Constantin Schmidt den dritten Platz. Insgesamt konnte die deutsche Mannschaft den Team-Europameistertitel gewinnen. Bei den Deutschen Meisterschaften in Erfurt verteidigte er mit persönlicher Bestleistung von 45,81 s seinen Titel über 400 Meter.
2018 wurde Trefz Deutscher Meister sowohl über 400 Meter als auch mit der 4-mal-400-Meter-Staffel. Bei den Europameisterschaften in Berlin schied er über die Stadionrunde im Vorlauf aus und belegte mit der 4-mal-400-Meter-Staffel den 8. Platz.
Eine Hallensaison spielte für Trefz keine Rolle, nicht nur weil er wegen seiner Größe in den engen Kurven der 200-Meter-Bahnen seine Leistungsfähigkeit nicht entfalten kann, sondern auch wegen der Erfahrung, dass ein langfristiger Trainingsaufbau sinnvoller ist.
Im November 2022 beendete er seine Karriere im Leistungssport.
Trefz gehörte zum Perspektivkader des Deutschen Leichtathletik-Verbandes (DLV) und war zuvor im B-Kader.

## Bestleistungen
(Stand: 26. April 2019)
Halle
- 60 m: 6,96 s (München, 27. Januar 2018)
- 200 m: 22,08 s (München, 8. Februar 2014)

Freiluft
- 400 m: 45,70 s (Nürnberg, 22. Juli 2018)
- 4 × 400 m: 3:03,16 min (London, 15. Juli 2018)

## Erfolge
national
- 2010: 8. Platz Deutsche U20-Hallenmeisterschaften (400 m)
- 2012: Deutscher U23-Vizemeister (400 m)
- 2012: 5. Platz Deutsche Meisterschaften (4 × 400 m)
- 2012: 8. Platz Deutsche Meisterschaften (400 m)
- 2012: Deutscher U23-Vizemeister (400 m)
- 2013: 3. Platz Deutsche U23-Meisterschaften (400 m)
- 2013: 8. Platz Deutsche U23-Meisterschaften (4 × 400 m)
- 2014: Deutscher U23-Meister (400 m)
- 2014: Deutscher Meister (4 × 400 m)
- 2015: Deutscher Vizemeister (4 × 400 m)
- 2015: 4. Platz Deutsche Meisterschaften (400 m)
- 2016: Deutscher Meister (400 m und 4 × 400 m)
- 2017: Deutscher Meister (400 m)
- 2018: Deutscher Meister (400 m und 4 × 400 m)

international
- 2011: 3. Platz U20-Europameisterschaften (4 × 400 m)
- 2014: Team-Europameister, gleichzeitig 2. Platz 4 × 400 m
- 2015: Team-Vizeeuropameister, gleichzeitig 5. Platz 4 × 400 m
- 2016: 8. Platz Europameisterschaften (4 × 400 m)
- 2017: 14. Platz IAAF World Relays (4 × 400 m)
- 2017: Team-Europameister, gleichzeitig 3. Platz 4 × 400 m, 7. Platz 400 m
- 2018: 8. Platz Europameisterschaften (4 × 400 m)